# ستيف أغنيو
ستيف أنجيو (بالإنجليزية: Steve Agnew)‏ (9 نوفمبر 1965 في المملكة المتحدة - ) هو لاعب كرة قدم بريطاني في مركز الوسط. لعب مع بلاكبيرن روفرز وليستر سيتي ونادي بارنسلي ونادي بورتسموث ونادي سندرلاند ونادي يورك سيتي ونادي غيتزهد.

## وصلات خارجية
- ستيف أغنيو على موقع قاعدة بيانات كرة القدم.إي يو (الإنجليزية)
- ستيف أغنيو على موقع Soccerbase.com (لاعب) (الإنجليزية)
- ستيف أغنيو على موقع عالم كرة القدم.نت (الإنجليزية)